# Schlögener Schlinge

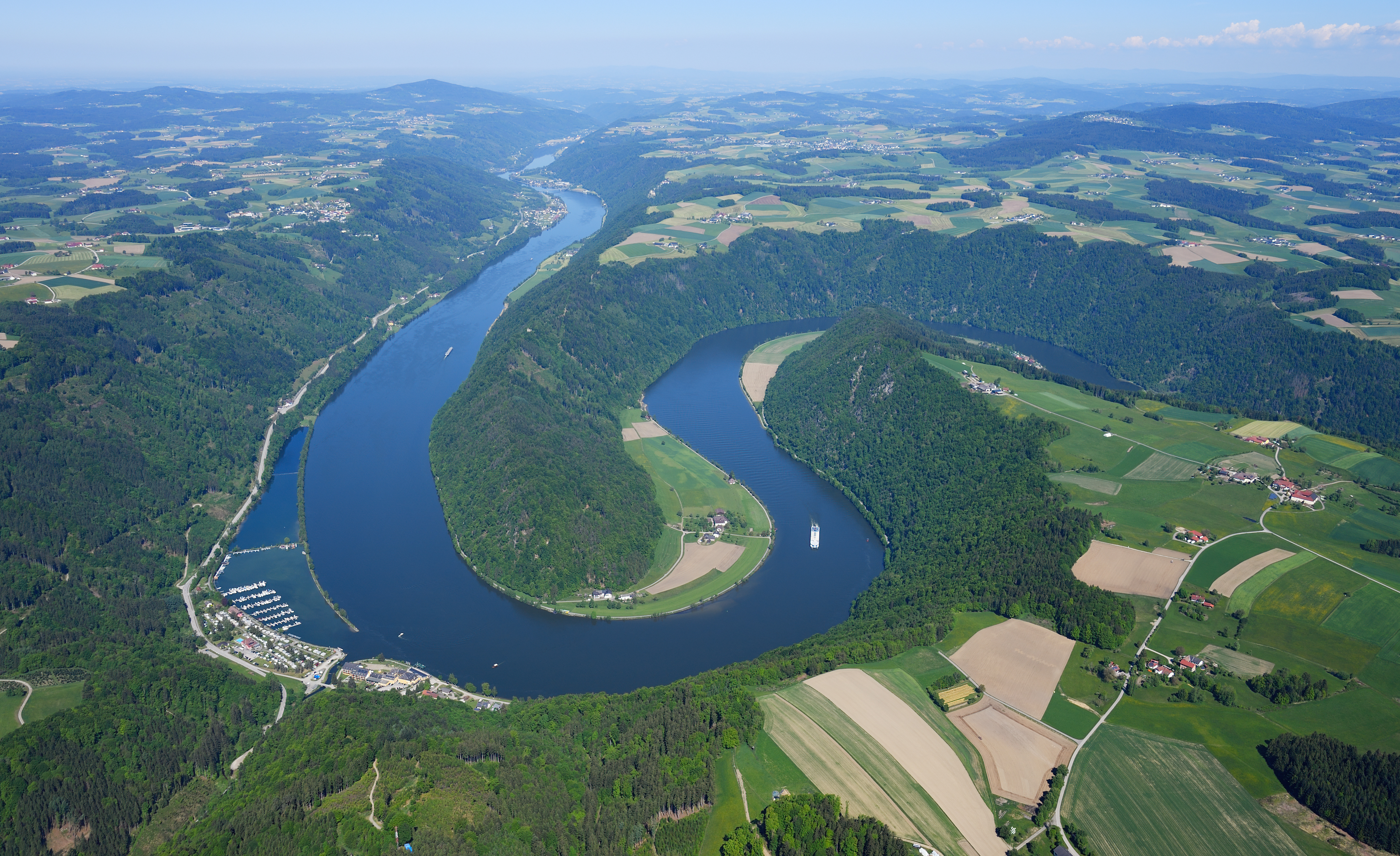
Luftbild der Schlögener Schlinge von Südosten

Die Schlögener Schlinge ist eine Flussschlinge im oberen Donautal in Oberösterreich, etwa auf halbem Weg zwischen Passau und Linz (zwischen Stromkilometer 2186,5 und 2180,5 der nach Osten fließenden Donau) und der größte Zwangsmäander Europas. Das südliche, rechte Ufer liegt in der Gemeinde Haibach ob der Donau und deren Ortsteil Schlögen, nach dem die Schlinge benannt ist. Im Norden grenzen die Gemeinden Hofkirchen im Mühlkreis mit der Ortschaft Au und im äußersten Osten Niederkappel mit der Ortschaft Grafenau im Bereich der Donauschlinge an.

## Geografie
Der Fluss bahnt sich im Durchbruchstal zwischen Passau und Aschach seinen Weg durch das böhmische Massiv und schneidet den Sauwald ab. Der Durchbruch erfolgt in mehreren Mäandern. An der ersten Schlinge wendet sich die Donau in einer engen, nach links gekurvten Kehre um 180 Grad von südöstlicher auf nordwestliche Laufrichtung, daran schließt eine weitere 180°-Kehre an, diesmal nach rechts und mit größerem Kurvenradius. Weitere weniger ausgeprägte Kurven folgen. Großräumig, zumindest österreichweit gesehen, fließt die Donau von West nach Ost, selten – etwa in Linz – weicht sie um 90° von dieser Richtung ab, nur in der Schlögener Schlinge um 135°, in Bezug auf die lokale Richtung Südost sogar um 180°.
Weil der Gleithang im Kurveninneren der engen ersten Linkswendung relativ flach ist, kann diese von einem durchfahrenden Schiff wie auch vom Ufer aus gut überblickt werden. Mit Schlögener Schlinge bezeichnet man im engeren Sinne diese Wendung, im Weiteren zählt auch die anschließende Wende dazu.
Das obere Donautal wird oft als der schönste und ursprünglichste Abschnitt der Donau beschrieben, obwohl sie hier nicht frei fließt, sondern durch die Donaukraftwerke gezähmt wurde. Die Schlinge liegt noch im Stauraum des Kraftwerkes Aschach. Früher galt sie als einer der für die Schifffahrt gefährlichsten Abschnitte des Donaulaufes.

## Touristische Erschließung

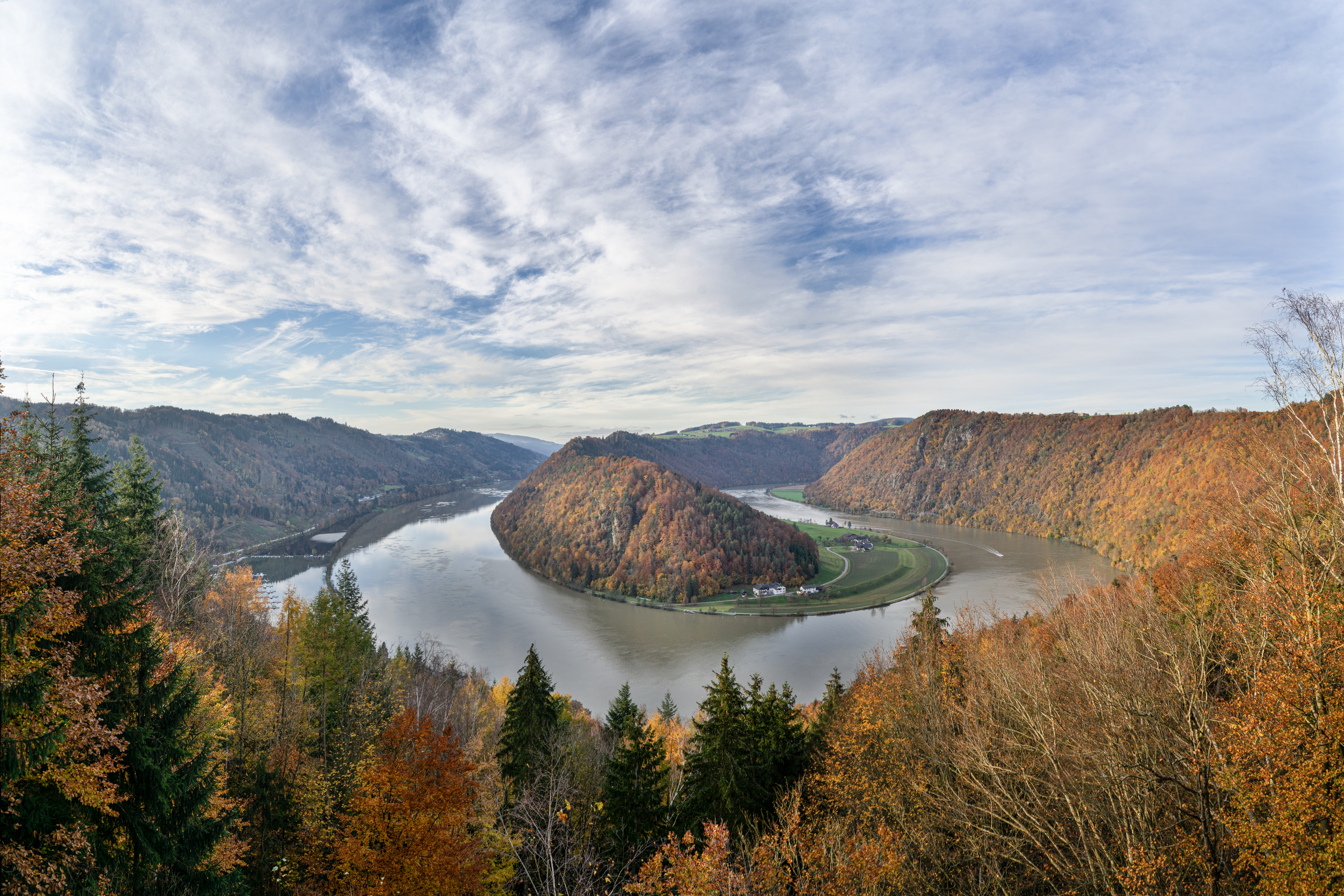
Die Donau vom Aussichtspunkt oberhalb von Schlögen

Am linken, äußeren Ufer des zweiten Bogens verbindet ein beschilderter Naturlehrpfad die Ortschaften Au und Grafenau. Informationstafeln geben Auskunft über die Pflanzen- und Tierwelt sowie über die Geologie dieses Gebietes. Am südlichen Ufer steht ein Hotel mit Restaurant, bei dem konservierte Reste des Westtores des römischen Kleinkastells Schlögen zu sehen sind.
Ausblicke auf den Lauf der Donau im Bereich der Schlögener Schlinge bieten die Burgruine Haichenbach, der „Steiner Felsen“, die „Linetshuber Aussicht“ sowie der „Schlögener Blick“.
Entlang der Donau verläuft der österreichische Abschnitt des Donauradwegs.
Drei Personenfähren befahren hier den Fluss. Die erste quert die Donau im Süden bei Au und Schlögen, die zweite quert sie etwas weiter flussabwärts noch bei Au und erreicht das dort nordöstlich liegende rechte Ufer. Die dritte führt von Au flussabwärts bis Grafenau. Die Fähren transportieren vorwiegend Radfahrer, welche ab Au mit der Fähre nach Grafenau fahren oder auf die rechte Flussseite wechseln müssen, da linksseitig auf dem Stück bis Grafenau nur noch ein Lehrpfad für Wanderer existiert.

## Würdigung
Die Schlögener Schlinge wurde 2008 von der Bevölkerung zum „Naturwunder Oberösterreichs“ ernannt. Bei einer Online-Umfrage der Tageszeitung Oberösterreichische Nachrichten erhielt die Schlinge aus 22 Vorschlägen mit Abstand die meisten Stimmen.